# Asociación de Demócratas Libres
La Asociación de Demócratas Libres (en alemán: Bund Freier Demokraten, abreviado BFD) fue una coalición liberal, fundada el 12 de febrero de 1990 en la Alemania Oriental. Estaba constituida por el Partido Liberal Democrático de Alemania (LDPD), el Partido Democrático Libre de la RDA (FDP) y el Partido Foro Alemán (DFP). En las elecciones generales de 1990, la Asociación de Demócratas Libres obtuvo el 5,28% de los votos y ganó 21 escaños.  Su mejor resultado lo obtuvo en el distrito de Halle, con el 10% de las votos. Luego participó en el último gobierno de la RDA dirigido por Lothar de Maizière, ocupando dos cargos ministeriales.
En 27 de marzo de 1990 la Asociación de Demócratas Libres absorbió al Partido Nacional Democrático de Alemania (NDPD), después de que el NDPD hubiera cosechado unos pésimos resultados electorales en las anteriores elecciones. Por último, el 11 de agosto de 1990, la BFD se fusionó con el Partido Democrático Liberal de Alemania Occidental.

## Resultados electorales
| Año                                               | # de votos   | % de votos | # de escaños obtenidos |
| ------------------------------------------------- | ------------ | ---------- | ---------------------- |
| Elecciones generales de Alemania Oriental de 1990 | 608 935 (#4) | 5,3        | 21/400                 |